# Radljevac
Radljevac är ett vattendrag i Kroatien. Det ligger i den södra delen av landet, 190 km söder om huvudstaden Zagreb.